# Psadaria pallida
Psadaria pallida är en tvåvingeart som beskrevs av Günther Enderlein 1938. Psadaria pallida ingår i släktet Psadaria och familjen gallmyggor.
Artens utbredningsområde är Juan Fernández-öarna. Inga underarter finns listade i Catalogue of Life.